# Cuisine savoyarde
Pour les articles homonymes, voir Cuisine, Savoie (homonymie) et Savoyard.
La cuisine savoyarde est une cuisine traditionnelle du terroir de Savoie, correspondant aux actuels départements de Savoie et Haute-Savoie. Cette cuisine se caractérise à ce jour à la fois par sa simplicité et l'utilisation de produits locaux, à base en grande partie de charcuteries et fromages de montagne savoyarde.

## Description
Ces produits locaux sont notamment les pommes de terre, les pâtes — crozets, taillerins — ou encore de la polenta (prononcez « polinte »). Les fromages savoyards ou la charcuterie (diots savoyards) font eux aussi partie des ingrédients ou des préparations que l'on trouve sur une table locale. Les épices couramment utilisés regroupent le poivre, la muscade, le clou de girofle et le safran dans ses préparations culinaires.  Ces épices venaient d'Orient, puisque le comté puis duché de Savoie était le passage est-ouest de l'Europe occidentale. Le safran a d'ailleurs été acclimaté rapidement dans les hautes vallées de Maurienne et de Tarentaise. La cuisine traditionnelle savoyarde utilise également les fruits secs : noix, pruneaux, raisins secs ou abricots,.

## Les recettes

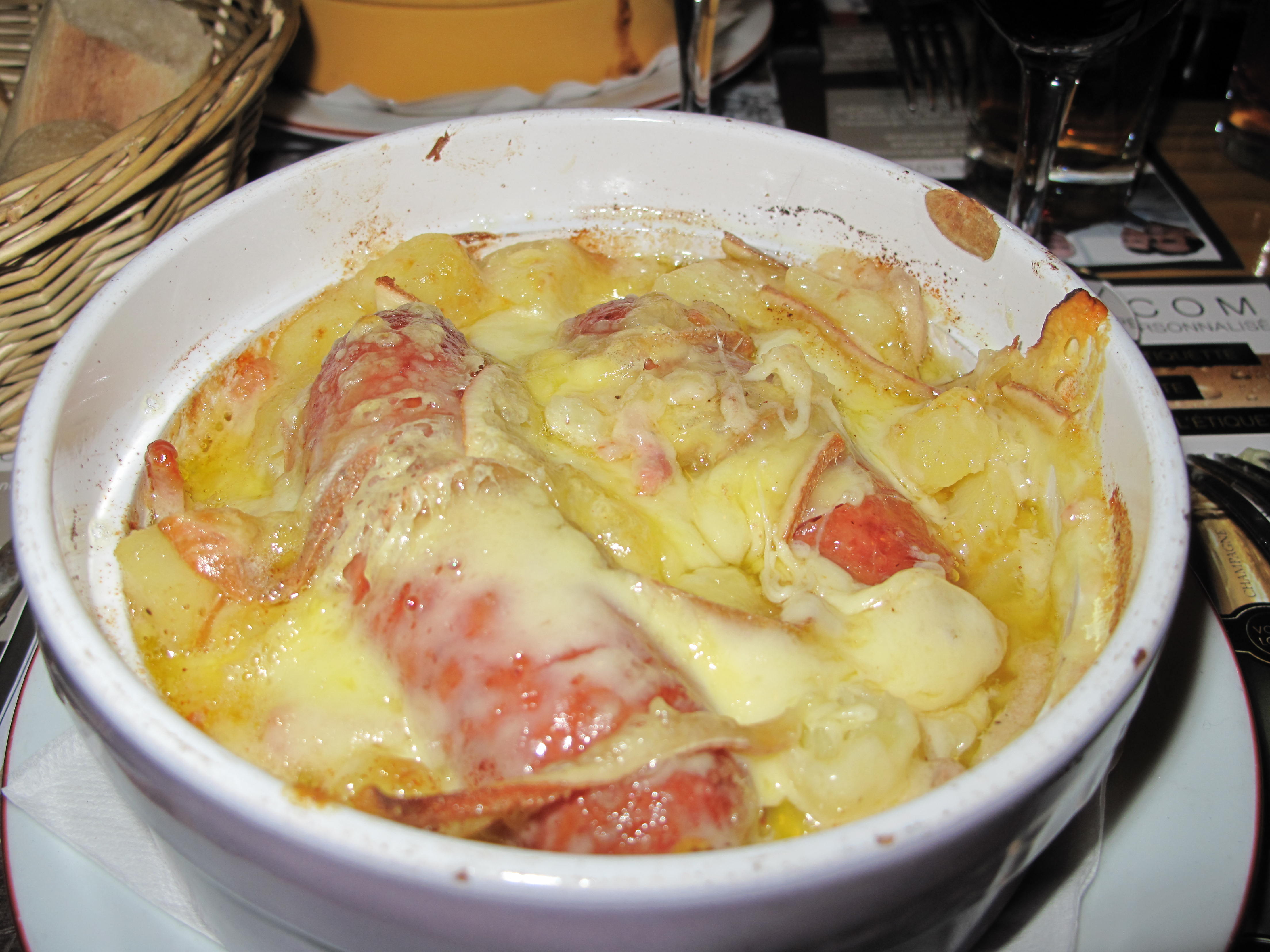
Gratin savoyard.

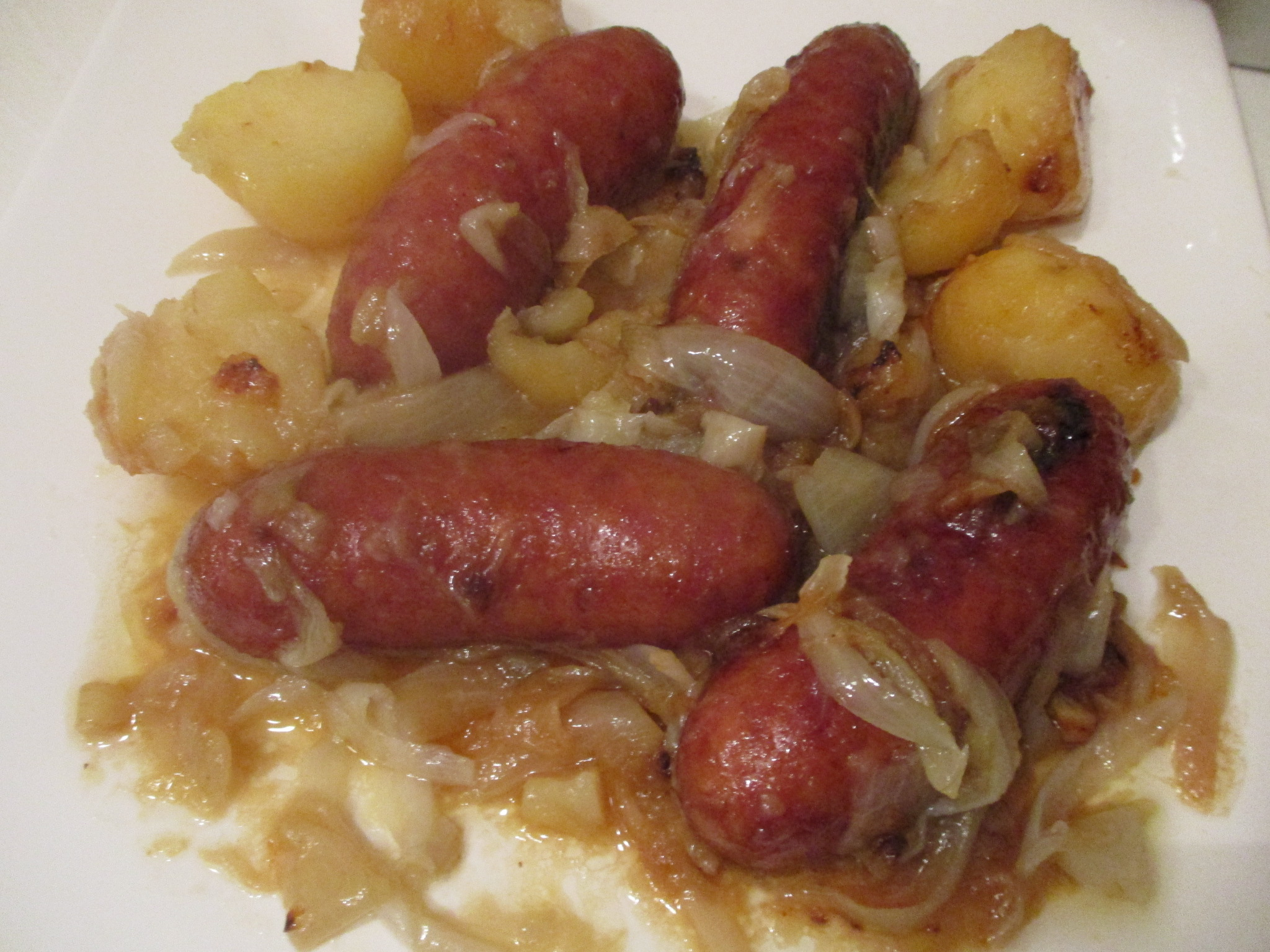
Diot au vin blanc.

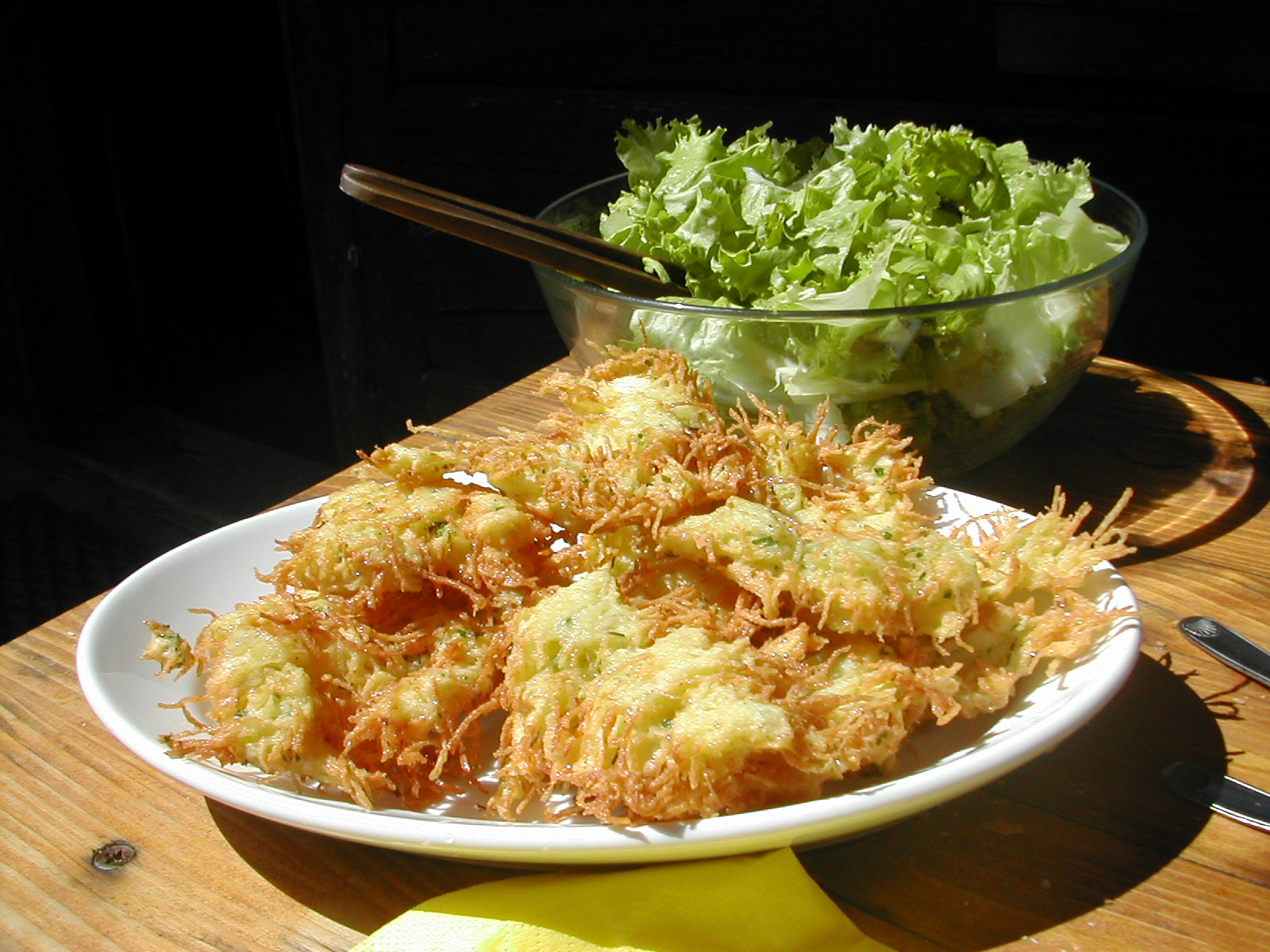
Beignet de pommes de terre.

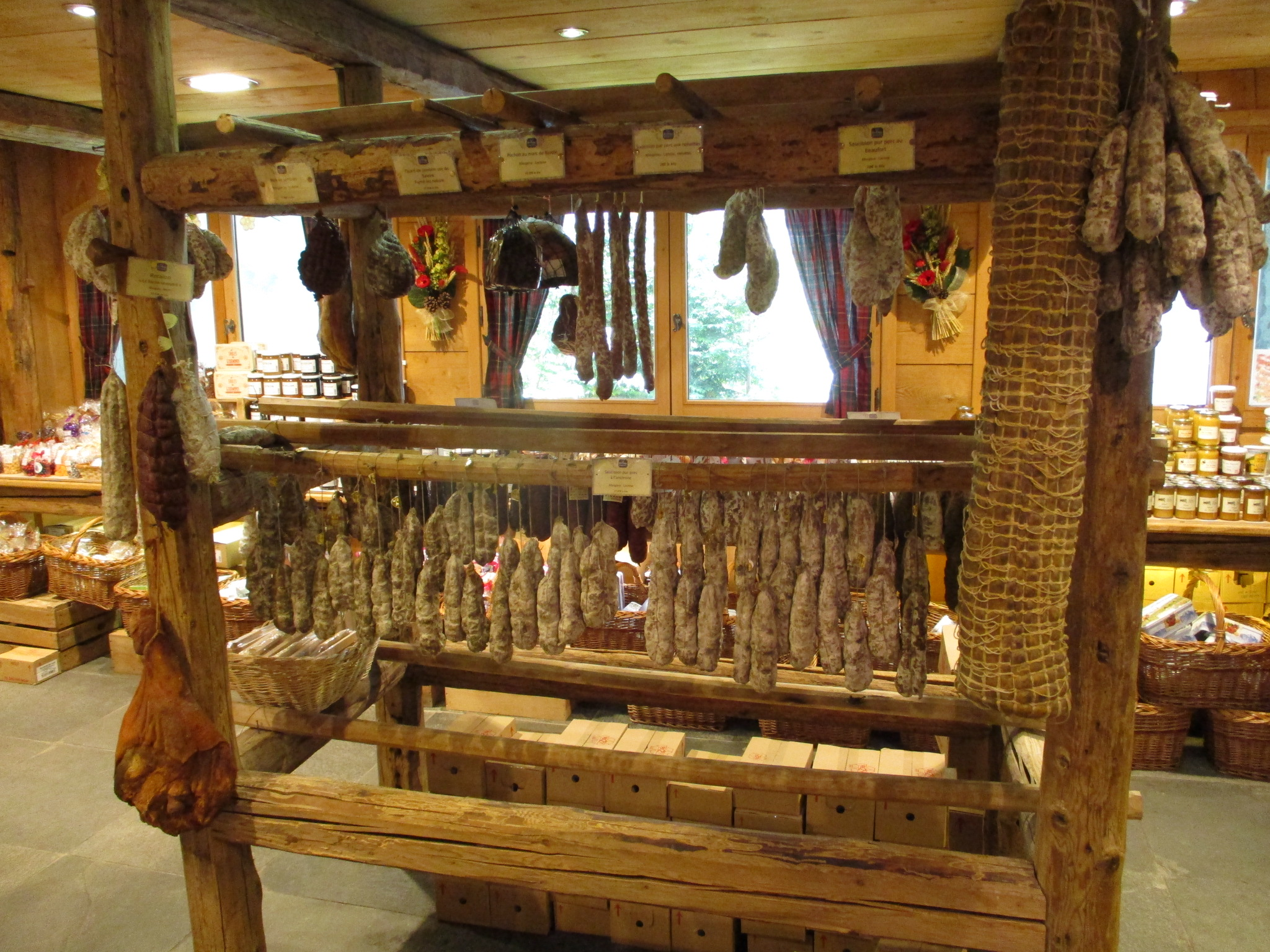
Charcuterie savoyarde.

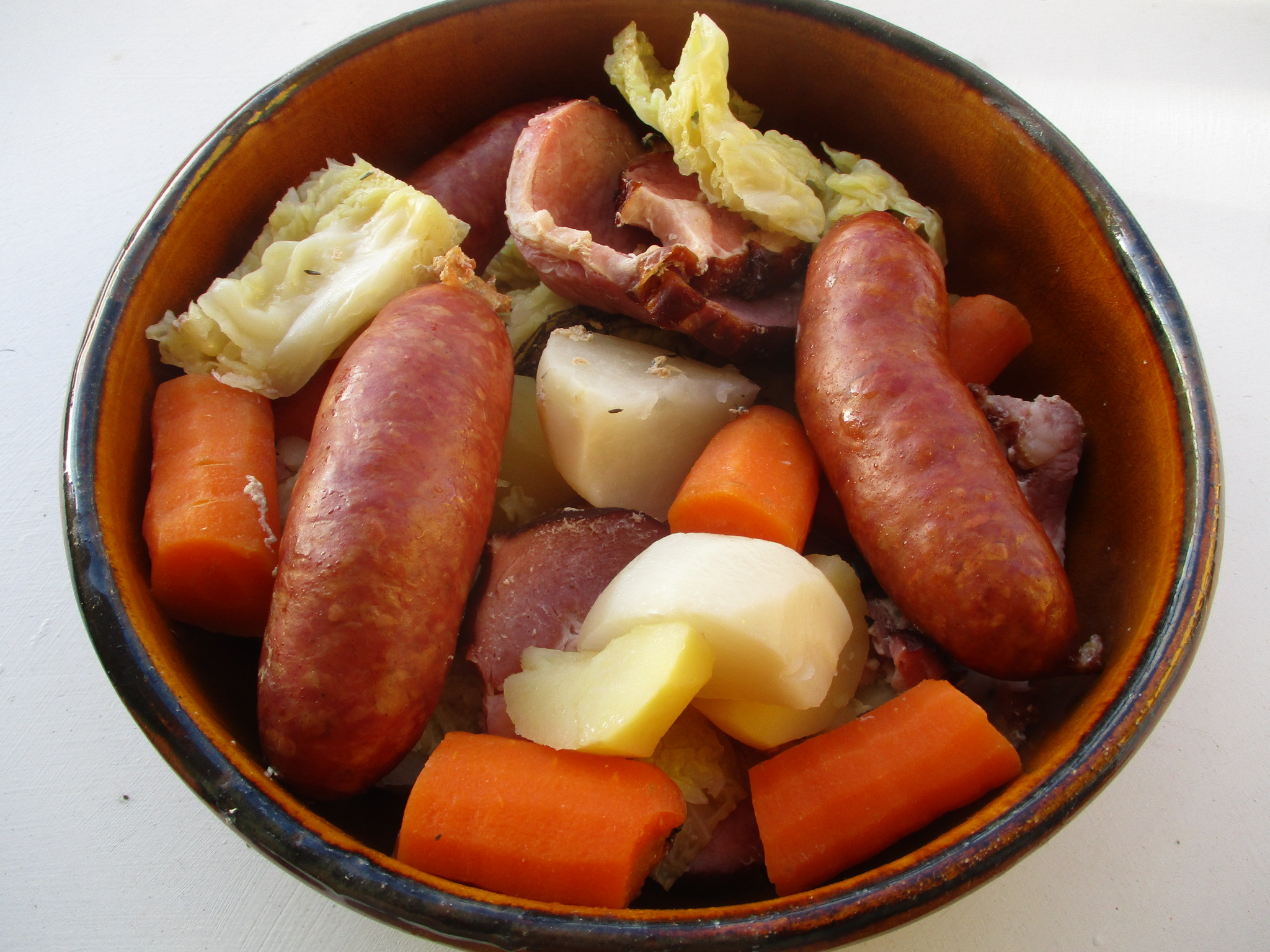
Potée savoyarde.

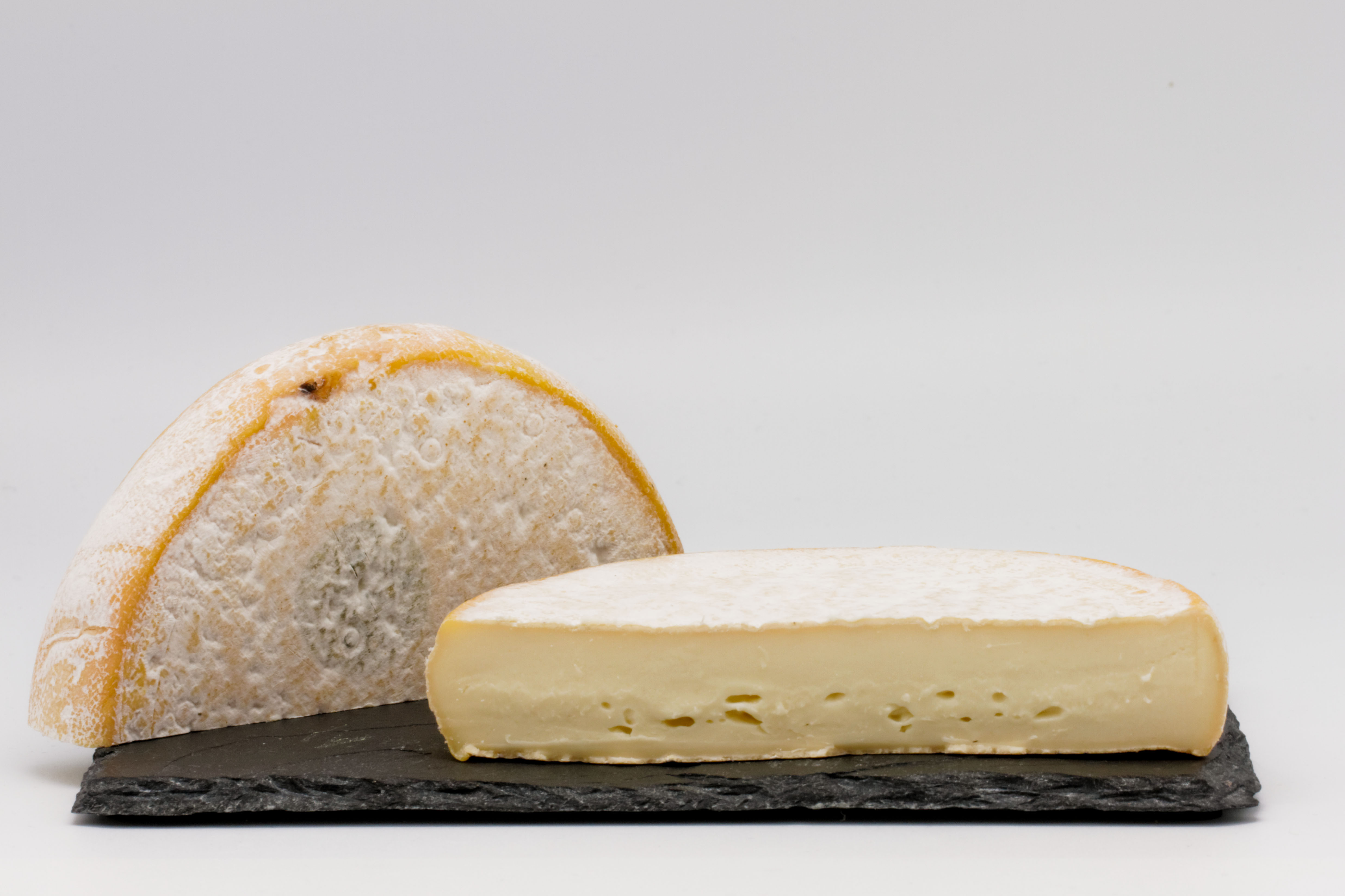
Reblochon.

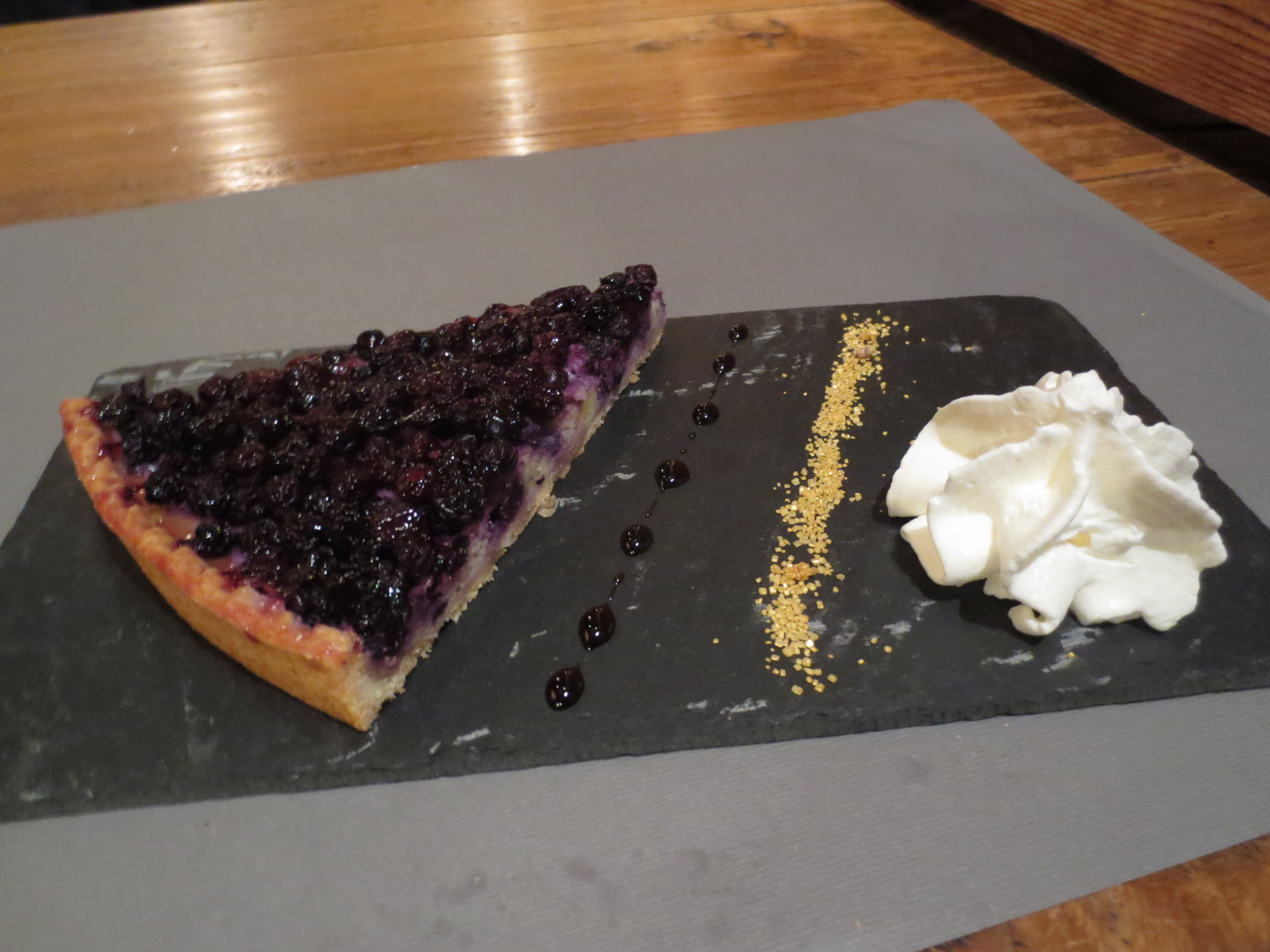
Tarte aux myrtilles.

- Beignet de pommes de terre
- Berthoud
- Croûte au fromage
- Croziflette
- Diots au vin blanc
- Farçon
- Filet de perche ou de féra
- Fondue savoyarde
- Gratin de crozets
- Gratin savoyard
- Péla
- Poêlée montagnarde
- Polente
- Tartiflette

## Charcuterie
- Atriaux
- Longeole
- Saucisse de Magland
- Pormonaise

## Fromages savoyards
- Abondance
- Beaufort
- Chevrotin
- Emmental de Savoie
- Raclette de Savoie
- Reblochon
- Tome des Bauges
- Tomme de chèvre de Savoie
- Tomme forte de Savoie
- Tomme de Savoie

## Desserts

### Viennoiserie
- Bescoin
- Rioute
- Croix de Savoie

### Pâtisseries
- Bugne
- Gâteau de Saint-Genix
- Gâteau de Savoie
- Matafan
- Rissoles
- Tarte aux myrtilles

### Confiserie
- Truffe en chocolat

### Autre
- Sabayon

## Boissons

### Eau-de-vie
- Chèvre
- Grolle
- Marc de Savoie (AOC)

### Liqueurs
- Liqueur des Aravis
- Liqueur de Génépi

### Vins
- Vignoble de Savoie
- Roussette-de-savoie (AOC)
- Seyssel (AOC)
- Savoie (AOC)
- Vin-des-allobroges (IGP)

## Au cinéma
- 1979 : Les Bronzés font du ski, de Patrice Leconte, avec la troupe du Splendid.

## Quelques hauts lieux de cuisine savoyarde
- Marc Veyrat, chef-cuisinier étoilé